# L'alquimista descobrint el fòsfor
L'alquimista descobrint el fòsfor (originalment en anglès The Alchemist Discovering Phosphorus) és una pintura de Joseph Wright completada originalment el 1771 i refeta el 1795. El títol complet del quadre és L'alquimista, mentre cerca per la pedra filosofal, descobreix el fòsfor i prega per la conclusió exitosa de la seva operació, tal com era costum dels antics astròlegs químics. S'ha suggerit que L'alquimista es refereix a la descoberta del fòsfor per l'alquimista hamburguès Hennig Brandt el 1669. Aquesta història estava present sovint en llibres de química de l'època de Wright i era popularment coneguda.

## Descripció
El quadre mostra l'alquimista intentar produir la pedra filosofal, que podria convertir el metall en or, però en comptes d'això descobreix el fòsfor. De totes maneres, Wright no pinta l'alquimista en un escenari del segle xvii, sinó que aquest escenari és romàntic: s'hi mostren arcs medievals gòtics i finestres punxegudes, com si es trobés en una església. També va mostrar una impressió del que és el procés actual d'obtenció d'aquest mineral: la reducció per ebullició d'orina. Una descripció de 1730 de la manufactura del fòsfor descrivia la necessitat de 50 o 60 cubells d'orina que era "pútrida i alimentava els cucs".

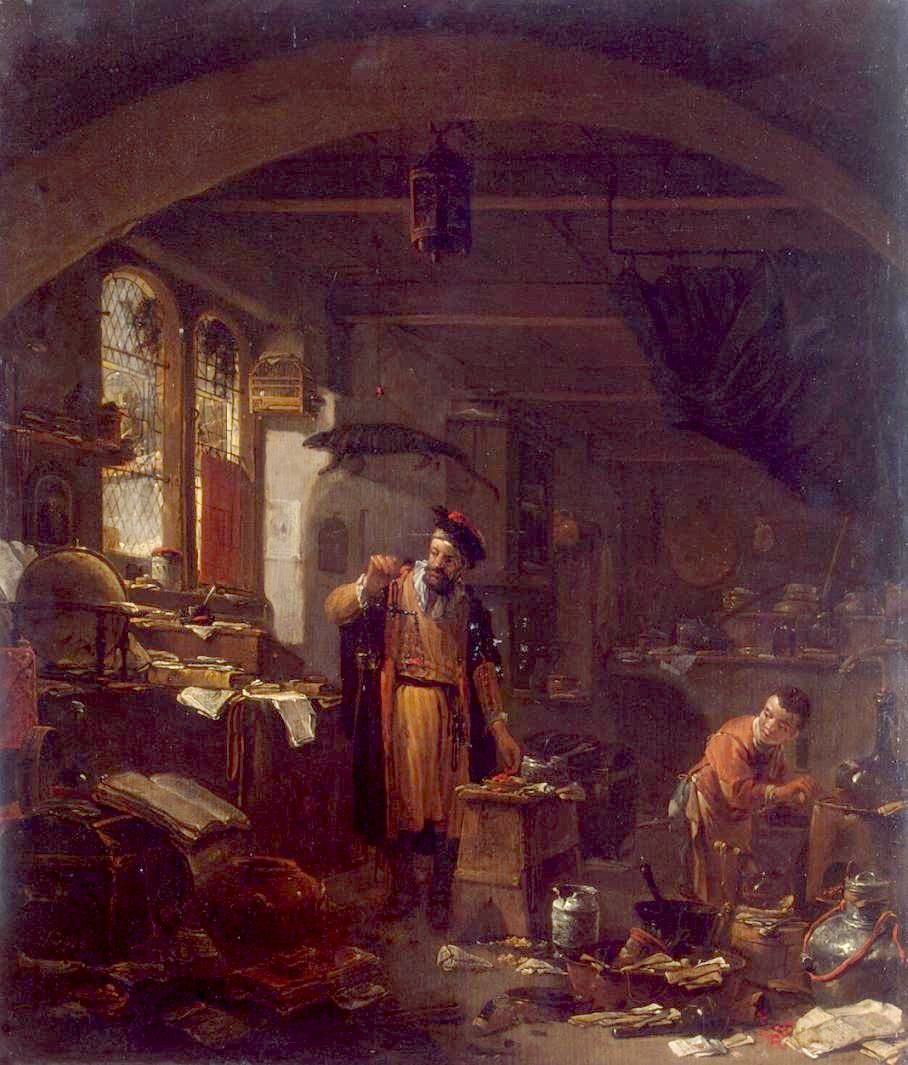
L'alquimista per Thomas Wijck

Wright també va donar connotacions religioses al quadre. L'alquimista està agenollat davant un gerro lluminós, col·locant les seves mans d'una manera similar a la que feu servir El Greco en pintar Sant Francesc rebent els estigmes. Nicholson compara aquesta postura amb la dels deixebles de Crist rebent la comunió. Creu que la disposició del quadre podria estar inspirada en la pintura de Thomas Wijck L'alquimista, molt similar a la de Wright. Aquesta pintura, del segle anterior al citat pintor, va estar exposada a Londres mentre Wright vivia. De totes maneres, queda clar en un esbós d'un company de Wright —Peter Perez Burdett— que va tenir forta influència en el disseny. Aquest esbós, del 4 de febrer de 1771, mostra la idea general de la pintura amb el contenidor de vidre com a element principal. Va ser Burdett que va dir on s'havien de col·locar els objectes dins la pintura, i va referir Wright a Matthew Turner perquè pogués entendre completament el significat de la ciència en el quadre.

## Història
Des de la seva exposició l'any 1771, el quadre ha provocat moltes interpretacions contradictòries. El seu misteri va molestar, òbviament, els espectadors del segle xviii, i tot i que Wright era internacionalment reconegut la pintura no es va vendre de primer moment. El quadre va viatjar juntament amb el seu autor a Itàlia durant els anys 1773 al 1775, va tornar a Anglaterra i va ser refeta el 1795, però va ser venuda quatre anys després de la seva mort, quan les seves pertinences van ser subhastades a Christies.